# Julella fallaciosa
Julella fallaciosa är en lavart som först beskrevs av Stizenb. ex Arnold, och fick sitt nu gällande namn av R. C. Harris. Julella fallaciosa ingår i släktet Julella och familjen Thelenellaceae.   Inga underarter finns listade i Catalogue of Life.

## Källor

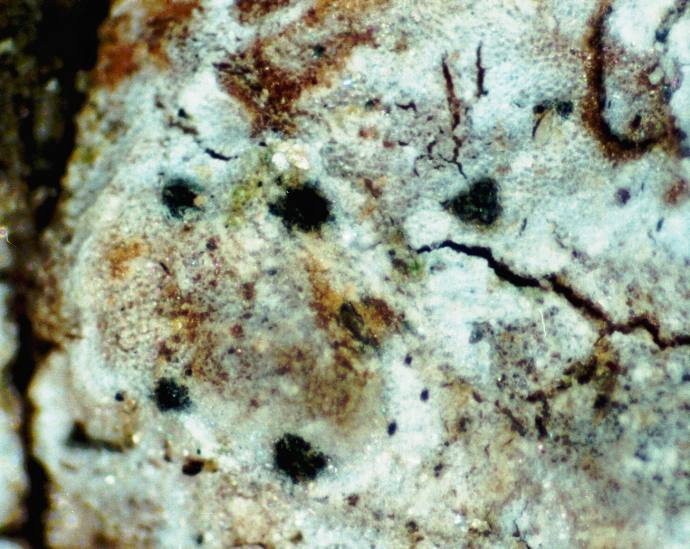
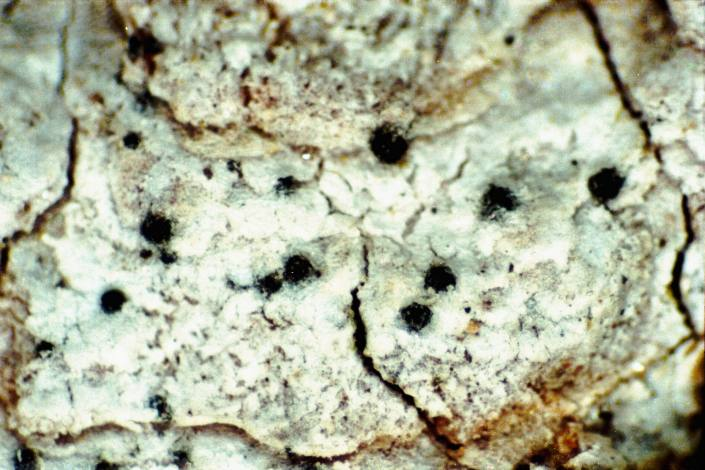
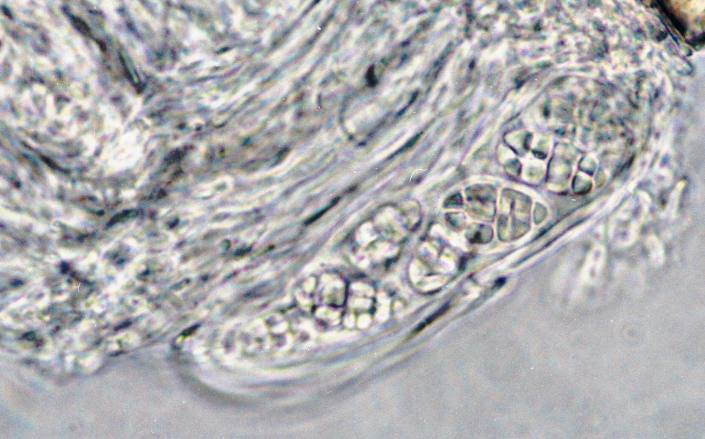
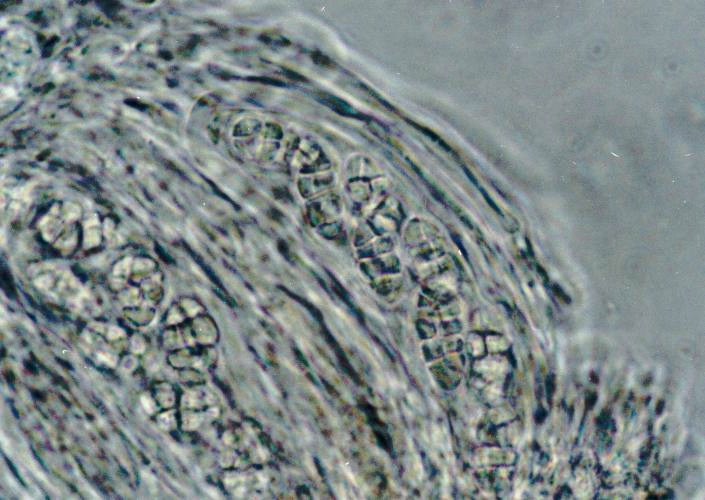
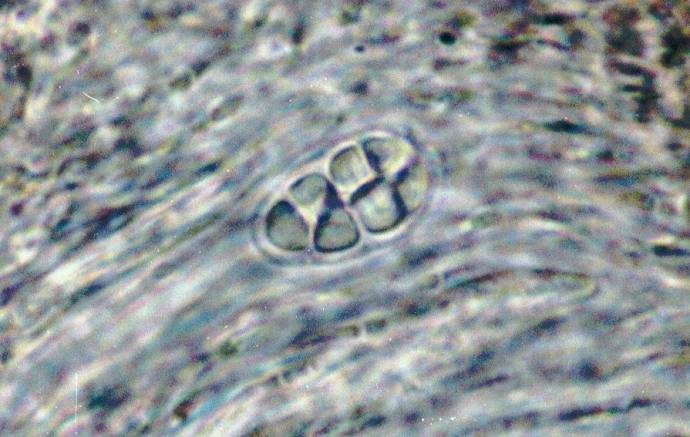
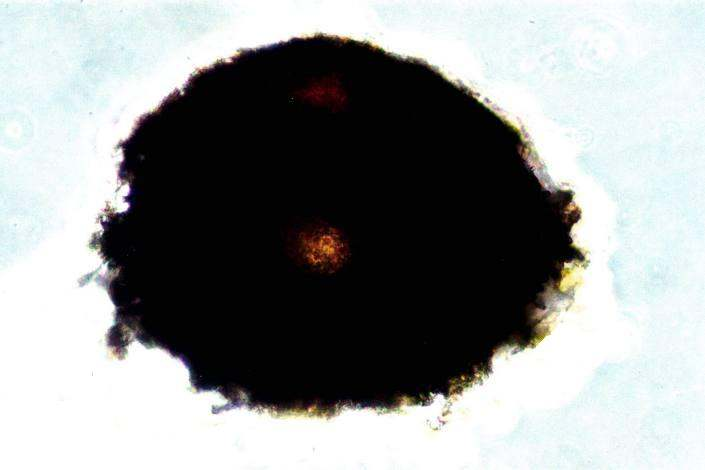
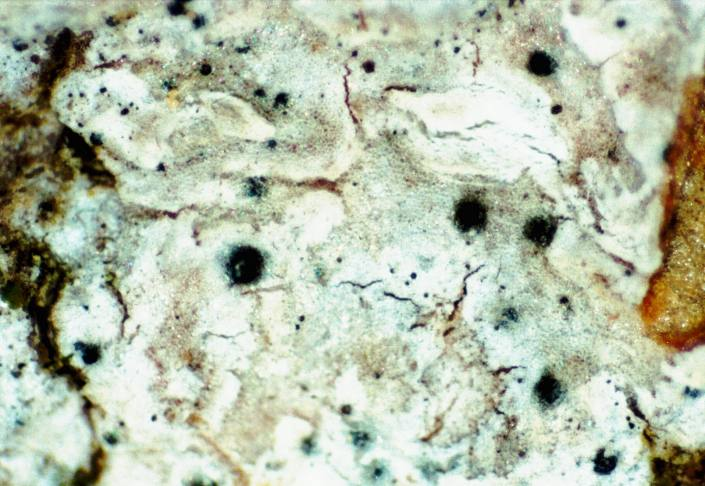